# Oh Hye-ri
Pour les articles homonymes, voir Oh.
Oh Hye-ri est une taekwondoïste sud-coréenne née le 30 avril 1988. Elle a remporté la médaille d'or en moins de 67 kg aux Jeux olympiques d'été de 2016 à Rio de Janeiro.
Un an auparavant, elle devient championne monde à Tcheliabinsk dans la catégorie des poids moyens.

## Biographie
Deuxième des trois filles de ses parents, Oh Hye-ri naît le 30 avril 1988. À l'âge de 8 ans, Oh Hye-ri commence le taekwondo en suivant ses amis écoliers dans les cours de combat après l'école. Son père meurt quand elle a 10 ans et elle est élevée par sa mère,. Elle se découvre un talent sportif et commence les compétitions à 14 ans.
Pas prête pour les Jeux olympiques 2008, Oh Hye-ri tente de se qualifier pour les Jeux olympiques de 2012 dans une sélection nationale relevée pleine de talents. À l'échauffement, elle se blesse à la cuisse qui gonfle et l'empêche de se qualifier,. Trois années plus tard, aux Championnats du monde de taekwondo 2015, elle remporte le titre de championne du monde. Tête de série no 6 aux Jeux olympiques de Rio en 2016, la Coréenne atteint la finale et est opposée à la Française Haby Niare, no 1 du tournoi,. Dans une impressionnante et spectaculaire finale, Oh domine nettement la deuxième manche, infligeant deux coups de pied à la tête coup sur coup à son adversaire, et remporte le combat sur le score de 13 à 12 et devient championne olympique,.
Malgré ce titre olympique, considéré comme normal en Corée du Sud où le taekwondo est le sport national, l'athlète est reçue froidement à son pays, les Coréens jugeant le nouveau style de combat de l'équipe national, plus tactique et moins spectaculaire, comme décevant. Sa gloire nationale est masquée par le titre olympique de l'escrimeur Park Sang-young. Elle ne reçoit par exemple aucune proposition de publicité commerciale.

## Palmarès
Jeux olympiques
- Médaille d'or du tournoi des -67 kg aux Jeux olympiques 2016 à Rio de Janeiro, Brésil.

Championnats du monde
- Médaille d'argent du tournoi des -73 kg aux Championnats du monde de taekwondo 2011 à Gyeongju, Corée du Sud.
- Médaille d'or du tournoi des -73 kg aux Championnats du monde de taekwondo 2015 à Tcheliabinsk, Russie.
- Médaille d'argent du tournoi des -73 kg aux Championnats du monde de taekwondo 2017 à Muju, Corée du Sud.

Jeux asiatiques
- Médaille d'or du tournoi des +73 kg des Jeux asiatiques de 2010 à Astana, Kazakhstan.
- Médaille d'or du tournoi des -73 kg des Jeux asiatiques de 2018 à Hô-Chi-Minh-Ville, Viêt Nam.

Universiade
- Médaille d'or du tournoi des 72 kg des Universiade d'été de 2009 à Belgrade, Serbie.